# إلفات رازيابوف
إلفات رازيابوف (بالروسية: Разяпов, Ильфат Султанович)‏ (مواليد 23 نوفمبر 1975) هو ملاكم روسي، مثّل بلاده في الألعاب الأولمبية الصيفية 2000.

## روابط خارجية
إلفات رازيابوف على موقع أوليمبيديا (الإنجليزية)